# Espectre d'absorció
L'espectre d'absorció és l'espectre resultant després que una radiació electromagnètica d’espectre continu passi a través d'una substància absorbent. L'espectre resultant té l'aspecte d'un espectre continu amb una sèrie de ratlles o bandes fosques que corresponen a les longituds d'ona que han estat absorbides per les substàncies que ha travessat la radiació.
És, en cert sentit, l'oposat d'un espectre d'emissió. Cada element químic té línies d'absorció en algunes longituds d'ona, fet que està associat a les diferències d'energia dels seus diferents orbitals atòmics. De fet, s'empra l'espectre d'absorció per identificar els elements components d'algunes mostres, com líquid si gas és, més enllà, es pot emprar per a determinar l'estructura de compostos orgànics. Un exemple de les implicacions d'un espectre d'absorció és que aquell objecte que ho faci amb els colors blau, verd i groc apareixerà de color vermell quan incideixi sobre ell llum blanca.

## Teoria
Les línies d'absorció es classifiquen típicament per la naturalesa del canvi mecànic quàntic induït a la molècula o àtom. Les línies de rotació, per exemple, tenen lloc quan es canvia l'estat de rotació d'una molècula. Les línies de rotació es troben típicament a la regió espectral de microones. Les línies vibratòries corresponen a canvis en l'estat vibratori de la molècula i es troben típicament a la regió infraroja. Les línies electròniques corresponen a un canvi en l'estat electrònic d'un àtom o molècula i es troben típicament a la regió visible i ultraviolada. Les absorcions de raigs X estan associades amb l'excitació dels electrons de la capa interna als àtoms. Aquests canvis també es poden combinar (per exemple transicions de rotació-vibració), donant lloc a noves línies d'absorció a l'energia combinada dels dos canvis.
L'energia associada al canvi de la mecànica quàntica determina principalment la freqüència de la línia d'absorció, però la freqüència pot canviar mitjançant diversos tipus d'interaccions. Els camps elèctrics i magnètics poden provocar un canvi. Les interaccions amb molècules veïnes poden provocar canvis. Per exemple, les línies d'absorció de la molècula en fase gasosa poden canviar significativament quan aquesta molècula es troba en una fase líquida o sòlida i interactua més fortament amb molècules veïnes.
L'amplada i la forma de les línies d'absorció estan determinades per l'instrument utilitzat per a l'observació, el material que absorbeix la radiació i l'entorn físic del material. És comú que les línies tinguin la forma d'una distribució gaussiana o lorentziana. També és comú que una línia es descrigui únicament per la seva intensitat i amplària en lloc de caracteritzar la forma completa.
La intensitat integrada, obtinguda en integrar l'àrea sota la línia d'absorció, és proporcional a la quantitat de substància absorbent present. La intensitat també està relacionada amb la temperatura de la substància i la interacció mecànica quàntica entre la radiació i l'absorbent. Aquesta interacció es quantifica pel moment de transició i depèn de l'estat inferior particular des del qual comença la transició i de l'estat superior a què està connectada.
L'amplada de les línies d'absorció pot determinar l'espectròmetre utilitzat per registrar-lo. Un espectròmetre té un límit inherent en la línia més estreta que pot resoldre, per tant, l'amplada observada pot estar en aquest límit. Si l'amplada és més gran que el límit de resolució, aleshores està determinat principalment per l'entorn de l'absorbidor. Un absorbidor líquid o sòlid, on les molècules veïnes interactuen fortament entre elles, tendeix a tenir línies d'absorció més àmplies que un gas. L'augment de la temperatura o la pressió del material absorbent també tendirà a augmentar l'amplada de la línia. També és comú que diverses transicions veïnes estiguin prou a prop entre elles perquè les seves línies se superposin i, per tant, la línia general resultant sigui encara més àmplia.

## Relació amb l'espectre de transmissió
Els espectres d'absorció i transmissió representen informació equivalent i un es pot calcular a partir de l'altre mitjançant una transformació matemàtica. Un espectre de transmissió tindrà les seves intensitats màximes a les longituds d'ona on l'absorció sigui més feble perquè es transmet més llum a través de la mostra. Un espectre d'absorció tindrà les seves intensitats màximes a les longituds d'ona on l'absorció sigui més forta.

## Relació amb l'espectre d'emissió

L'espectre d'emissió del ferro.

L'emissió és un procés pel qual una substància allibera energia en forma de radiació electromagnètica. L'emissió es pot produir a qualsevol freqüència en què es pot produir l'absorció, i això permet determinar les línies d'absorció a partir d'un espectre d'emissió. L'espectre d'emissió normalment tindrà un patró d'intensitat força diferent de l'espectre d'absorció, de manera que tots dos no són equivalents. L'espectre d'absorció es pot calcular a partir de l'espectre d'emissió utilitzant els coeficients d'Einstein.

## Relació amb els espectres de dispersió i reflexió
Els espectres de dispersió i reflexió d'un material estan influenciats tant pel seu índex de refracció com pel seu espectre d'absorció. En un context òptic, l'espectre d'absorció es quantifica normalment pel coeficient d'extinció, i els coeficients d'extinció i l'índex estan relacionats quantitativament a través de les relacions de Kramers-Kronig. Per tant, l'espectre d'absorció es pot derivar d'un espectre de dispersió o reflexió. Això normalment requereix simplificar supòsits o models, de manera que l'espectre d'absorció derivat és una aproximació.

## Aplicacions

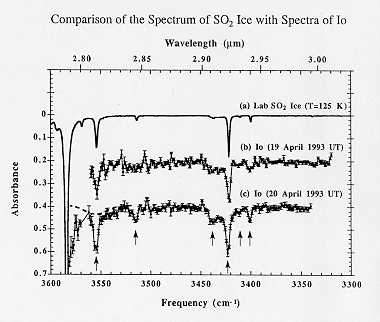
L'espectre d'absorció d'infrarojos del gel de diòxid de sofre del laboratori de la NASA es compara amb l'espectre d'absorció d'infrarojos dels gels a la lluna de Júpiter, crèdit Io.

L'espectroscòpia d'absorció és útil en l'anàlisi química per la seva especificitat i la seva naturalesa quantitativa. L'especificitat dels espectres d'absorció permet distingir els compostos entre ells en una barreja, fent que l'espectroscòpia d'absorció sigui útil en una gran varietat d'aplicacions. Per exemple, els analitzadors infrarojos de gasos es poden utilitzar per identificar la presència de contaminants a l'aire, distingint-lo del nitrogen, l'oxigen, l'aigua i altres constituents esperats.
L'especificitat també permet identificar mostres desconegudes comparant un espectre mesurat amb una biblioteca d'espectres de referència. En molts casos, és possible determinar informació qualitativa sobre una mostra encara que no estigui en una biblioteca. Els espectres d'infrarojos, per exemple, tenen bandes d'absorció característiques que indiquen si hi ha enllaços carboni-hidrogen o carboni-oxigen.
Un espectre d'absorció pot estar relacionat quantitativament amb la quantitat de material present utilitzant la llei de Beer-Lambert. La determinació de la concentració absoluta d'un compost requereix el coneixement del coeficient d'absorció del compost. El coeficient d'absorció d'alguns compostos està disponible a partir de fonts de referència, i també es pot determinar mesurant l'espectre d'un estàndard de calibració amb una concentració coneguda de l'objectiu.

### Sensors remots
Un dels avantatges únics de l'espectroscòpia com a tècnica analítica és que es poden fer mesures sense posar en contacte l'instrument i la mostra. La radiació que viatja entre una mostra i un instrument contindrà la informació espectral, de manera que la mesura es pot fer remotament. La teledetecció espectral és valuosa en moltes situacions. Per exemple, les mesures es poden fer en entorns tòxics o perillosos sense posar en perill un operador ni l'instrument. A més, el material de mostra no ha de posar-se en contacte amb l'instrument, evitant una possible contaminació creuada.
Les mesures espectrals remotes presenten diversos reptes en comparació amb les mesures de laboratori. L'espai entre la mostra d'interès i l'instrument també pot tenir absorcions espectrals. Aquestes absorcions poden emmascarar o confondre l'espectre d'absorció de la mostra. Aquestes interferències de fons també poden variar amb el temps. La font de radiació en mesures remotes és sovint una font ambiental, com la llum solar o la radiació tèrmica d'un objecte càlid, i això fa necessari distingir l'absorció espectral dels canvis en l'espectre de la font.
Per simplificar aquests reptes, l'espectroscòpia d'absorció òptica diferencial ha guanyat certa popularitat, ja que se centra en les característiques d'absorció diferencial i omet l'absorció de banda ampla com l'extinció d'aerosols i l'extinció a causa de la dispersió de Rayleigh. Aquest mètode s'aplica a mesures terrestres, aèries i per satèl·lit. Alguns mètodes terrestres ofereixen la possibilitat de recuperar perfils de gasos traça estratosfèrics i troposfèrics.

### Astronomia

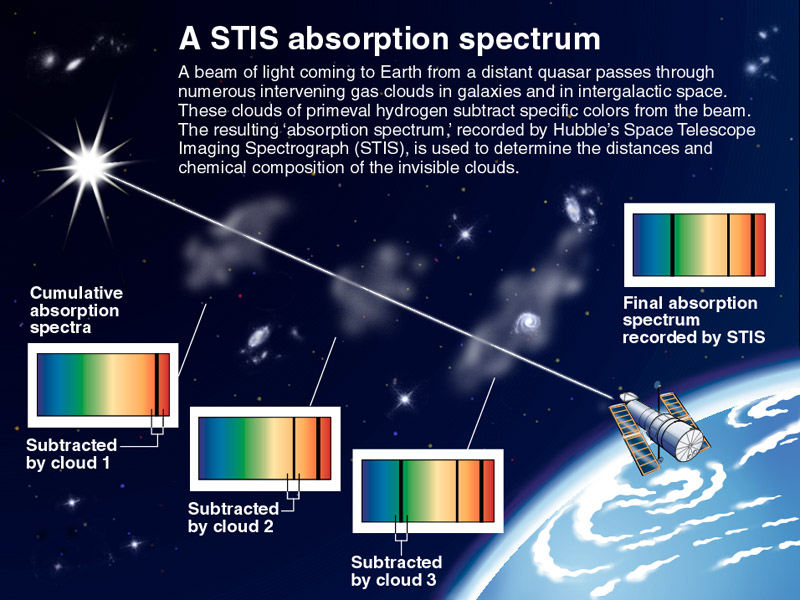
Espectre d'absorció observat pel Telescopi espacial Hubble.

L'espectroscòpia astronòmica és un tipus particularment significatiu de teledetecció espectral. En aquest cas, els objectes i mostres d'interès estan tan allunyats de la Terra que la radiació electromagnètica és l'únic mitjà disponible per mesurar-los. Els espectres astronòmics contenen informació espectral tant d'absorció com d'emissió. L'espectroscòpia d'absorció ha estat particularment important per entendre la núvols interestel·lars i determinar que alguns d'ells contenen molècules. L'espectroscòpia d'absorció també s'utilitza en l'estudi dels planetes extrasolars. La detecció de planetes extrasolars mitjançant el mètode de trànsit també mesura el seu espectre d'absorció i permet determinar la composició atmosfèrica del planeta, temperatura, pressió i alçada d'escala i, per tant, permet també la determinació de la massa del planeta.

### Física atòmica i molecular
Els models teòrics, principalment els models de mecànica quàntica, permeten relacionar els espectres d'absorció d'àtoms i molècules amb altres propietats físiques com ara l'estructura electrònica, la massa atòmica o la molecular i la geometria molecular. Per tant, s'utilitzen mesures de l'espectre d'absorció per determinar aquestes altres propietats. L'espectroscòpia de microones, per exemple, permet la determinació de longituds i angles d'enllaç amb alta precisió.
A més, es poden utilitzar mesures espectrals per determinar la precisió de les prediccions teòriques. Per exemple, no s'esperava que existís el desplaçament de Lamb mesurat a l'espectre d'absorció atòmica hidrogen en el moment en què es va mesurar. El seu descobriment va estimular i va guiar el desenvolupament de l'electrodinàmica quàntica, i les mesures del desplaçament de Lamb s'utilitzen ara per determinar la constant d'estructura fina.

## Mètodes experimentals

### Enfocament bàsic
L'enfocament més senzill de l'espectroscòpia d'absorció és generar radiació amb una font, mesurar un espectre de referència d'aquesta radiació amb un detector i després tornar a mesurar l'espectre de la mostra després de col·locar el material d'interès entre la font i detector. Els dos espectres mesurats es poden combinar per determinar l'espectre d'absorció del material. L'espectre de la mostra per si sol no és suficient per determinar l'espectre d'absorció perquè es veurà afectat per les condicions experimentals: l'espectre de la font, l'espectre d'absorció d'altres materials entre la font i el detector i les característiques dependents de la longitud d'ona del detector. L'espectre de referència es veurà afectat de la mateixa manera, però, per aquestes condicions experimentals i, per tant, la combinació produeix només l'espectre d'absorció del material.
S'utilitzen una gran varietat de fonts de radiació per cobrir l'espectre electromagnètic. Per a l'espectroscòpia, generalment és desitjable que una font cobreixi una àmplia franja de longituds d'ona per mesurar una àmplia regió de l'espectre d'absorció. Algunes fonts emeten inherentment un ampli espectre. Alguns exemples inclouen globars o altres fonts de cos negre a l'infraroig, làmpades de vapor de mercuri al visible i ultraviolat i tubs de raigs X. Una nova font recentment desenvolupada de radiació d'ampli espectre és la radiació de sincrotró que cobreix totes aquestes regions espectrals. Altres fonts de radiació generen un espectre estret, però la longitud d'ona d'emissió es pot ajustar per cobrir un rang espectral. Exemples d'aquests inclouen klystrons a la regió de microones i làsers a través de la regió infraroja, visible i ultraviolada (tot i que no tots els làsers tenen longituds d'ona ajustables).
El detector emprat per mesurar la potència de radiació també dependrà del rang de longitud d'ona d'interès. La majoria dels detectors són sensibles a un rang espectral força ampli i el sensor seleccionat sovint dependrà més dels requisits de sensibilitat i soroll d'una mesura determinada. Alguns exemples de detectors comuns en espectroscòpia inclouen receptors superheterodins al microones, bolòmetres a l'ona mil·limètrica i infraroja, telurur de mercuri cadmi i altres detectors de semiconductor refrigerats en els infraroigs, i fotodiodes i tubs fotomultiplicadors en el visible i l'ultraviolat.
Si tant la font com el detector cobreixen una àmplia regió espectral, llavors també cal introduir un mitjà de resolució de la longitud d'ona de la radiació per tal de determinar l'espectre. Sovint s'utilitza un espectrògraf per separar espacialment les longituds d'ona de la radiació de manera que la potència a cada longitud d'ona es pugui mesurar independentment. També és habitual emprar interferometria per determinar l'espectre. L'espectroscòpia infraroja per transformada de Fourier és una implementació àmpliament utilitzada d'aquesta tècnica.
Altres dues qüestions que s'han de tenir en compte a l'hora de configurar un experiment d'espectroscòpia d'absorció inclouen l'òptica utilitzada per dirigir la radiació i els mitjans per contenir el material de la mostra (anomenada cubeta o cèl·lula). Per a la majoria de mesures UV, visibles i NIR, és necessari l'ús de cubetes de quars de precisió. En ambdós casos, és important seleccionar materials que tinguin relativament poca absorció pròpia en el rang de longitud d'ona d'interès. L'absorció d'altres materials podria interferir o emmascarar l'absorció de la mostra. Per exemple, en diversos rangs de longitud d'ona és necessari mesurar la mostra sota buit o en un entorn de gas rar perquè els gasos de l'atmosfera tenen característiques d'absorció interferents.

### Enfocaments específics
- Espectroscòpia astronòmica
- Espectroscòpia d'anell de cavitat (CRDS)
- Espectrometria d'absorció làser (LAS)
- Espectroscòpia Mössbauer
- Espectroscòpia fotoacústica
- Espectroscòpia de fotoemissió
- Microscòpia òptica fototèrmica
- Espectroscòpia fototèrmica
- Espectroscòpia de reflectància
- Espectroscòpia d'absorció làser de díode ajustable (TDLAS)
- Estructura fina d'absorció de raigs X (XAFS)
- Absorció de raigs X prop de l'estructura de la vora (XANES)
- Espectroscòpia d'absorció total (TAS)
- Espectroscòpia infraroja d'absorció de reflexió (RAIRS)